# دورتی یونگ
دورتی یونگ (انگلیسی: Dorothy Young؛ ۳ مهٔ ۱۹۰۷ – ۲۰ مارس ۲۰۱۱) یک هنرپیشه اهل ایالات متحده آمریکا بود. وی بین سال‌های ۱۹۲۵ تا ۲۰۰۷ میلادی فعالیت می‌کرد.